# Daniel Domscheit-Berg

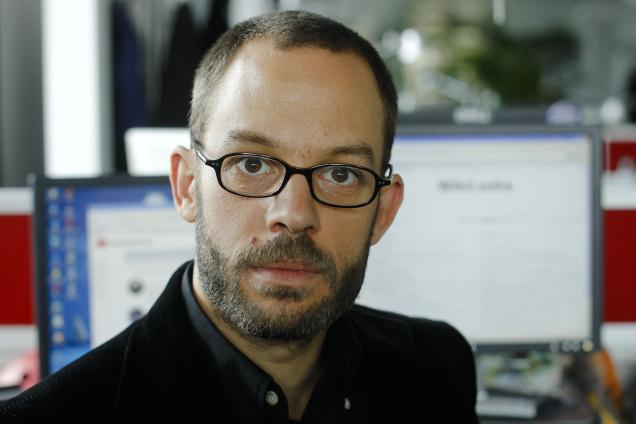

Daniel Domscheit-Berg (* 1978), dříve známý pod svým pseudonymem Daniel Schmitt, je německý technologický aktivista. Nejznámější byl v roce 2010, když byl mluvčí organizace WikiLeaks v Německu. Je autorem Inside Wikileaks: My Time with Julian Assange at the World’s Most Dangerous Website (2011).
Poté, co odešel z WikiLeaks, začal v lednu 2011 plánovat, že otevře novou stránku OpenLeaks. V srpnu 2011 na konferenci v Chaos Computer Club (CCC) oznámil předběžné spuštění stránky a požádal hackery, aby otestovali bezpečnost systému OpenLeaks. CCC ho zkritizovala, protože použil dobré jméno klubu k tomu, aby propagoval svůj projekt OpenLeaks, a proto ho z klubu vyloučili. Toto vyloučení v únoru 2012 zrušili. V září 2011 několik zpravodajských organizací označilo rozdělení Daniela Domscheit-Berga a Juliana Assange jako chybu, která ještě toho měsíce vedla ke zveřejnění 251 287 diplomatických kabelogramů Spojených států, označované jako aféra Cablegate.

## WikiLeaks
Daniel Domscheit-Berg začal spolupracovat s WikiLeaks poté, co se setkal s Julianem Assangem v Chaos Computer Clubu na výroční konferenci v roce 2007. Dne 25. září 2010, poté, co byl suspendován Assangem, řekl magazínu Der Spiegel, že rezignoval, protože „WikiLeaks má velký strukturální problém. Už za to nechci dále brát zodpovědnost, a proto z projektu odcházím.“
Kniha o jeho zkušenostech s oddělením od Wikileaks byla publikována v Německu v únoru 2011 s názvem Inside WikiLeaks: Meine Zeit bei der gefährlichsten Website der Welt („My Time at the Most Dangerous Website“). Daniel v této knize kritizuje styl vedení Juliana Assange a zacházení s afghánskými válečnými deníky.
Domscheit-Berg prohlásil, že by zničil všechna data Wikileaks. Chtěl si být jistý, že zničení duplikátů bude potvrzené s četným prohlášením notářem. V průběhu jeho odchodu, WikiLeaks tvrdila, že Daniel Domscheit-Berg zastupující OpenLeaks, požadoval výkupné za nepublikované dokumenty a vnitřní komunikaci organizace, které mu měl zprostředkovat člen hackerské komunity CCC. Domscheit-Berg podle všeho řekl týdeníku Der Freitag, že si s sebou žádné dokumenty Wikileaks neodnesl.
Organizace Wikileaks později potvrdila, že bylo zničeno 3500 nepublikovaných komunikací s whistleblowery, kde některé obsahovaly stovky dokumentů včetně No Fly List, 5 GB úniků z Bank of America a vnitřní informace z 20 neonacistických organizací.

## OpenLeaks
V prosinci 2010 Daniel oznámil, že se chystá spustit internetovou stránku zvanou „OpenLeaks“ s úmyslem být více transparentní než WikiLeaks.
„V posledních měsících už přestává být organizace WikiLeaks otevřená. Porušila svůj slib open-source.“
Místo publikování dokumentů je účel OpenLeaks poslat uniklé dokumenty na několik novinářských serverů a předat do rukou zkušených žurnalistů.
Organizace OpenLeaks měla spustit svou stránku v lednu 2011. Dne 23. prosince 2012 však Domscheit-Berg na stránce oznámil, že se organizace bude ubírat jiným směrem a bude se soustředit na šíření informací a odborných znalostí, jak nastavit a spustit stránky na úniky.